# Megumi Yasu
Megumi Yasu (安 めぐみ Yasu Megumi?, n. 22 decembrie 1981, Fuchū, Tokyo) este o actriță japoneză care este reprezentată de Harmony Promotion.